# NGC 2328
NGC 2328 je galaksija u zviježđu Krmi.

## Vanjske poveznice
- SEDS: NGC 2328